# Adam Gerżabek

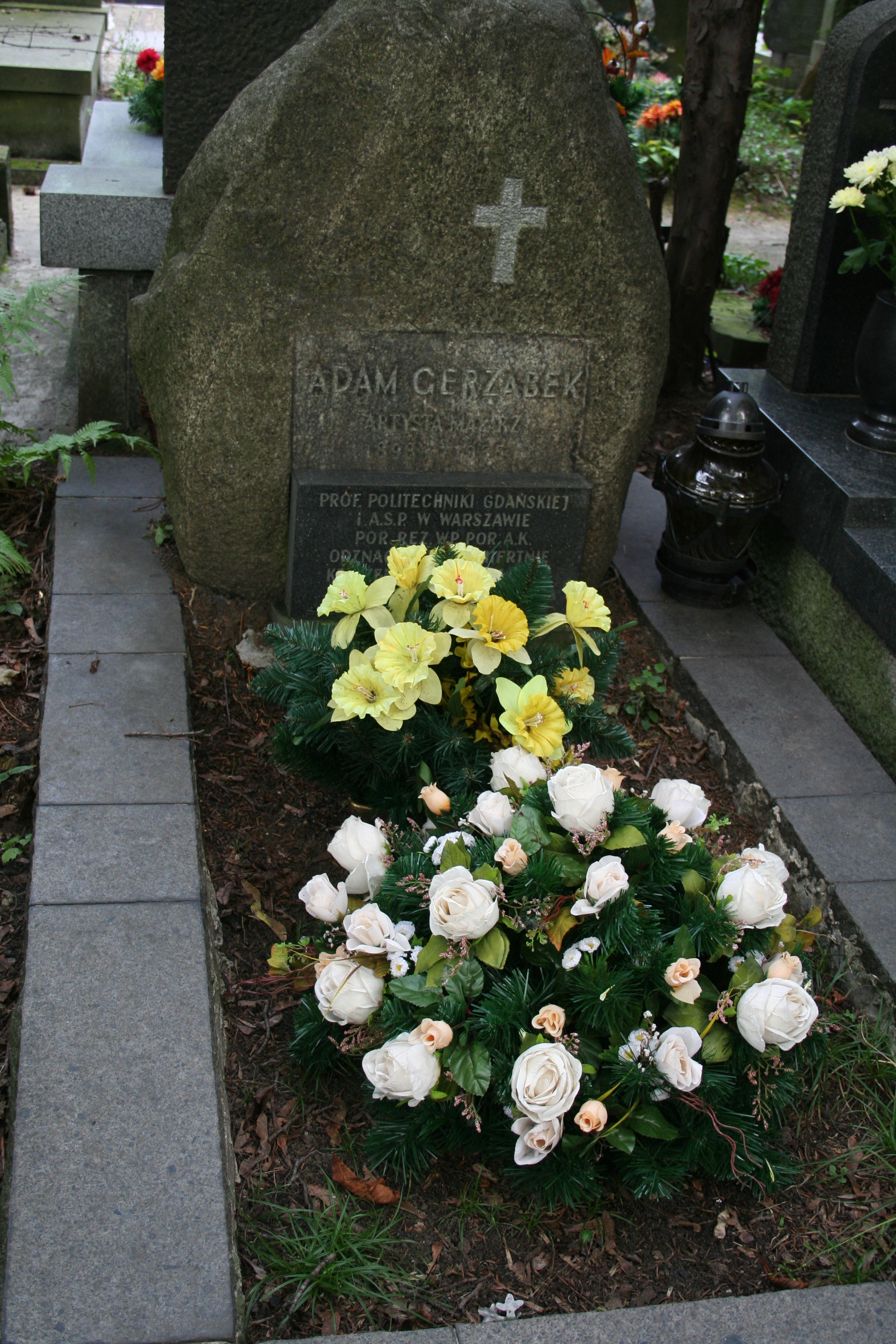
Grób Adama Gerżabka na warszawskim cmentarzu Powązkowskim w Warszawie

Adam Gerżabek (ur. 28 sierpnia 1898 w Jaśle, zm. 7 lutego 1965 w Warszawie) – polski malarz, krytyk sztuki i pedagog.

## Życiorys
Urodził się w rodzinie Antoniego (1956–1923). W 1916 ukończył III Państwowe Gimnazjum im. Króla Jana Sobieskiego w Krakowie. Od 1916 do 1918 służył w Legionach Polskich. Porucznik rezerwy Wojska Polskiego. W 1921 odznaczony Krzyżem Walecznych. Od 1921 do 1926 studiował malarstwo u Józefa Mehoffera na Akademii Sztuk Pięknych w Krakowie, a następnie 1926–1927 u Józefa Pankiewicza w paryskiej filii Akademii Krakowskiej. Równocześnie studiował technikę mozaiki i malarstwa freskowego u Henri-Marcel Magne na Conservatoire National des Arts et Métiers w Paryżu.
W roku 1930 powrócił do Krakowa, gdzie został członkiem grupy „Zwornik”. W roku 1936 przeniósł się do Warszawy, gdzie latach 1937–1939 był wykładowcą Miejskiej Szkoły Sztuk Zdobniczych.
Porucznik Armii Krajowej. Podczas powstania warszawskiego spłonęła jego pracownia wraz z całym dorobkiem.
Od 1947 roku był profesorem Akademii Sztuk Pięknych w Warszawie, od 1949 profesorem i dziekanem wydziału malarstwa Państwowej Wyższej Szkoły Sztuk Plastycznych w Poznaniu i od 1955 profesorem Wydziału Architektury Politechniki Gdańskiej.
Malarstwo Gerżabka wykazuje wpływ koloryzmu Pankiewicza i postimpresjonizmu Bonnarda. Tworzył również witraże dla wielu kościołów. Zajmował się też krytyką artystyczną.
Uczestniczył w wielu wystawach w kraju oraz w Paryżu i Nowym Jorku. Jego obrazy znajdują się głównie w zbiorach Muzeów Narodowych w Gdańsku, Warszawie i Krakowie oraz w Muzeum Warmii i Mazur w Olsztynie.
Zmarł w Warszawie, pochowany na cmentarzu Powązkowskim (kwatera 217-4-23).

## Ordery i odznaczenia
- Krzyż Srebrny Orderu Virtuti Militari (pośmiertnie)[4]
- Krzyż Walecznych (1921)
- Srebrny Krzyż Zasługi (11 lipca 1955)[2]
- Medal 10-lecia Polski Ludowej (19 stycznia 1955)[6]